# 조백 석보
조백 석보(曹伯 石甫, ? ~ 기원전 760년, 재위: 기원전 760년)는 중국 춘추 시대 조(曹)나라의 10대 군주이다. 시해당하여 시호가 없다.

## 사적
아버지 혜백(惠伯)의 뒤를 이어 즉위하였으나, 아우 무(武)에게 시해당하였다.

## 출전
- 사마천, 《사기》
  - 권14 십이제후연표(十二諸侯年表)
  - 권35 관채세가(管蔡世家)

| 전임 아버지 혜백 치 | 제10대 조나라의 백작 기원전 760년 | 후임 동생 목공 무 |